# Albert-Edouard Janssen

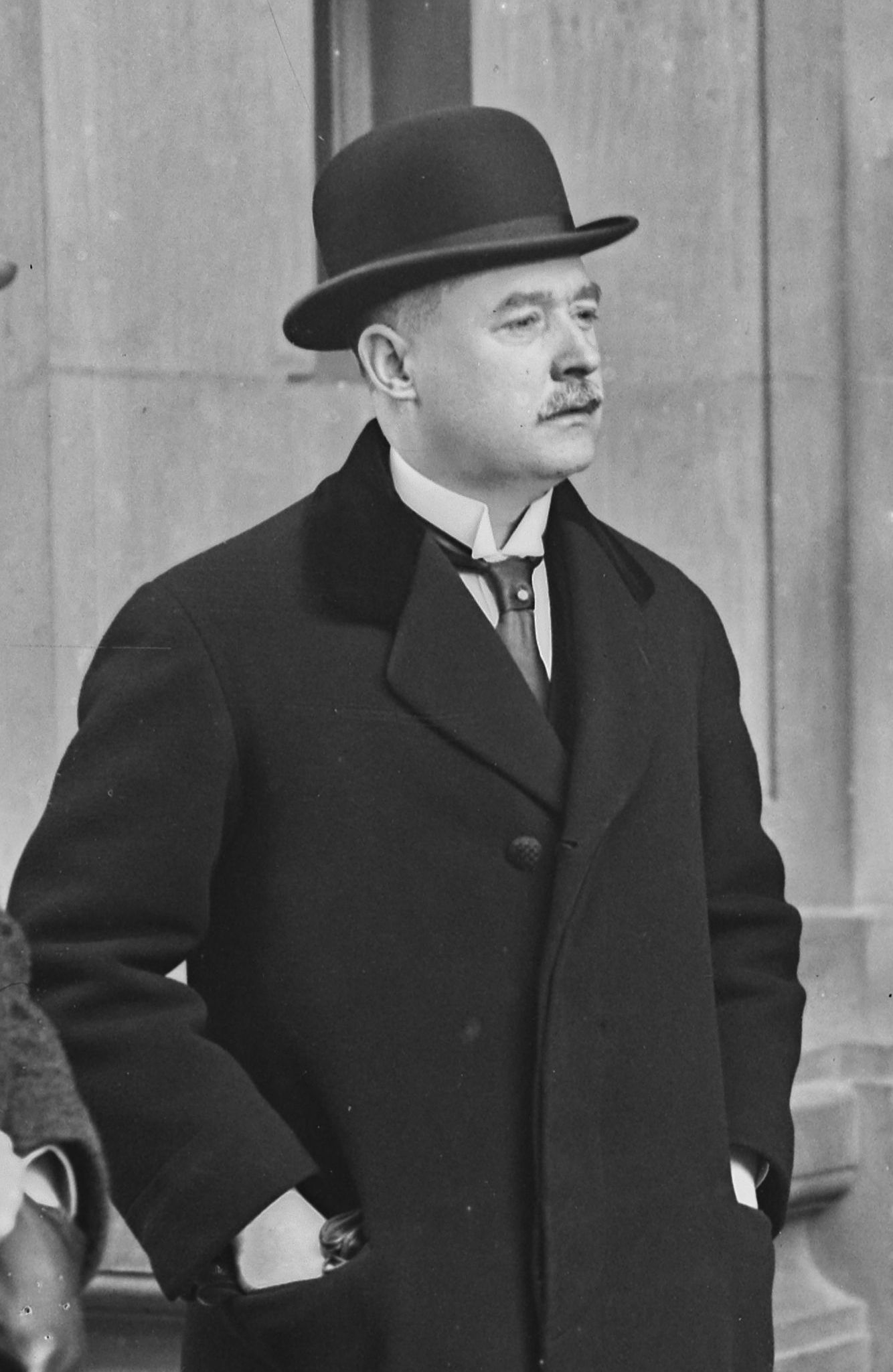

Albert Edouard Marie Henri Janssen (* 1. April 1883 in Antwerpen, Provinz Antwerpen, Belgien; † 29. März 1966 in Merchtem, Flämisch-Brabant, Belgien) war ein belgischer Hochschullehrer und Politiker der Katholischen Partei sowie der Christelijke Volkspartij (CVP).

## Biografie
Nach dem Schulbesuch studierte er Rechts-, Politik- und Sozialwissenschaft und schloss diese Studien mit der Promotion zum Doktor der Rechtswissenschaften ab. Nach dem Abschluss des Studiums war er zunächst als Rechtsanwalt tätig.
1908 wurde er zunächst Sekretär und dann von 1919 bis 1925 Direktor der Belgischen Nationalbank. Daneben nahm er 1911 eine Lehrtätigkeit als Professor an der Katholischen Universität Löwen auf. 1920 wurde er außerdem Mitglied der Finanzkommission des Völkerbundes und gehörte dieser bis 1940 an.
Im Juni 1925 wurde er von Premierminister Prosper Poullet als Finanzminister erstmals in eine Regierung berufen und gehörte dieser bis Mai 1926 an.
Das Amt des Finanzministers übte er erneut zwischen Dezember 1938 und Februar 1939 im Kabinett von Premierminister Paul-Henri Spaak aus. Danach war er von 1940 bis 1945 Interims-Präsident der Caisse Générale d'Espargne et de Retraite.
Nach dem Ende des Zweiten Weltkrieges wurde ihm für seine politischen Verdienste am 24. Juni 1949 der Ehrentitel eines Staatsministers verliehen.
Von Januar 1952 bis April 1954 war er schließlich zum dritten Mal Finanzminister als Mitglied der Regierung von Premierminister Jean Van Houtte. Im Anschluss war er Präsident der Société Belge de Banque.
Zuletzt war er als Vertreter der CVP von 1956 bis 1965 kooptiertes Mitglied des Senats. Später wurde von der belgischen Post ihm zu Ehren eine Sondermarke herausgegeben.

## Veröffentlichungen
- Les conventions monétaires, Brüssel 1911.
- Le Gold Point, in: Revue des questions scientifique, 1914.
- Le problème de l’or en 1934, in: Bulletin de l’institut des Sciences économiques de l'Université de Louvain.
- Livre de Raison de la famille Janssen de Mouland – quatre siècles de notes et souvenirs (1500 – 1925).